# Aravane Rezaï
Aravane Rezaï  (ارغوان رضائی) (Saint-Étienne, 1987. március 14. –) francia/iráni  teniszezőnő.
2005–2017 közötti profi pályafutása során négy egyéni WTA-torna, és nyolc ITF-torna győztese. Legjobb egyéni világranglista-helyezése tizenötödik volt, ezt 2010 októberében érte el. A Grand Slam-tornákon egyéniben a legjbb eredménye a 2006-os US Openen és a 2009-es Roland Garroson elért 4. kör.

## WTA döntői

### Egyéni

#### Győzelmei (4)
| Összesítés                  |                        |
| Grand Slam-torna (0)        |                        |
| Tier I (0)                  | Premier Mandatory* (1) |
| Tier II (0)                 | Premier Five* (0)      |
| Tier III (0)                | Premier* (0)           |
| Tier IV (0)                 | International* (2)     |
| Tier V (0)                  | International* (2)     |
| Tournament of Champions (1) |                        |

* 2009-től megváltozott a tornák rendszere.
 Az egymás mellett azonos színnel jelölt tornatípusok között nincs teljes mértékű megfelelés.
|    | Dátum             | Torna                                           | Borítás | Ellenfél a döntőben | Eredmény a döntőben |
| 1. | 2009. május 18.   | Internationaux de Strasbourg , Strasbourg       | Salak   | Lucie Hradecka      | 7-6, 6-1            |
| 2. | 2009. november 4. | Commonwealth Bank Tournament of Champions, Bali | Kemény  | Marion Bartoli      | 7-5 feladta         |
| 3. | 2010. május 8.    | Mutua Madrileña Madrid Open, Madrid             | Salak   | Venus Williams      | 6-2, 7-5            |
| 4. | 2010. július 5.   | Swedish Open, Bastad                            | Salak   | Gisela Dulko        | 6-3, 4-6, 6-4       |

#### Elvesztett döntői (3)
|    | Dátum               | Torna                     | Borítás. | Eredmény a döntőben | Ellenfél a döntőben |
| 1. | 2007. május 21.     | Istanbul Cup, Isztambul   | Salak    | Jelena Gyementyjeva | 6-7, 0-3 feladta    |
| 2. | 2008. december 31.  | ASB Classic, Auckland     | Kemény   | Lindsay Davenport   | 2-6, 2-6            |
| 3. | 2011. augusztus 21. | Texas Tennis Open, Dallas | Kemény   | Sabine Lisicki      | 2-6, 1-6            |

## Eredményei Grand Slam-tornákon

### Egyéniben
| Tornák               | 2005  | 2006  | 2007  | 2008  | 2009  | 2010  | 2011  | 2012  | 2013  | 2014 | 2015 | Megnyert torna | Nyert vesztes |
| -------------------- | ----- | ----- | ----- | ----- | ----- | ----- | ----- | ----- | ----- | ---- | ---- | -------------- | ------------- |
| Australian Open      | A     | A     | 1.kör | 3.kör | 1.kör | 2.kör | 1.kör | 1.kör | A     | A    | A    | 0 / 6          | 3–6           |
| Roland Garros        | 2.kör | 3.kör | 1.kör | 1.kör | 4.kör | 3.kör | 1.kör | 1.kör | 1.kör | A    | A    | 0 / 9          | 8-9           |
| Wimbledon            | A     | A     | 3.kör | 1.kör | 2.kör | 2.kör | 1.kör | A     | A     | A    | A    | 0 / 5          | 4–5           |
| US Open              | A     | 4.kör | 2.kör | 2.kör | 1.kör | 2.kör | 1.kör | A     | A     | A    | A    | 0 / 6          | 6–6           |
| Győzelem/vereség     | 1–1   | 5–2   | 3–4   | 3–4   | 4–4   | 5-4   | 0-4   | 0-2   | 0-1   |      |      |                | 21–26         |
| WTA győzelmek        | 0     | 0     | 0     | 0     | 2     | 2     | 0     | 0     | 0     | 0    | 0    | 4              |               |
| Helyezés az év végén | 189   | 49    | 80    | 74    | 26    | 19    | 113   | 169   | 513   | 887  | 900  |                |               |